# Adam Michna
Adam Václav Michna z Otradovic (* um 1600 in Jindřichův Hradec (Neuhaus); † 2. November 1676 ebenda) war ein tschechischer Organist und Komponist von Kirchenmusik. 

## Leben
Adam Václav Michna erhielt den ersten Musikunterricht durch seinen Vater Michal Michna, Stadtorganist und Schlosstrompeter in der Residenzstadt Neuhaus in Südböhmen. Die Familie war adelig mit dem Rittertitel und dem Prädikat „Michna z Otradovic“ oder auf Deutsch „Michna von Otradovic“. Er studierte am Jesuitengymnasium seiner Geburtsstadt, wo er ab 1645 neben seiner Tätigkeit als Organist auch eine Gastwirtschaft betrieb. Michna gilt als erster Vertreter eines eigenständigen tschechischen Stils in der frühen Barockmusik in Böhmen. Er war beeinflusst von der Mystik der Heiligen Teresa von Ávila, aber auch von der örtlichen Volksfrömmigkeit. Mit seinen genialen und vielseitig schöpferischen Kompositionen ist Michna für die tschechische Musikgeschichte vergleichbar mit den Werken des deutschen Komponisten Heinrich Schütz.

## Werke

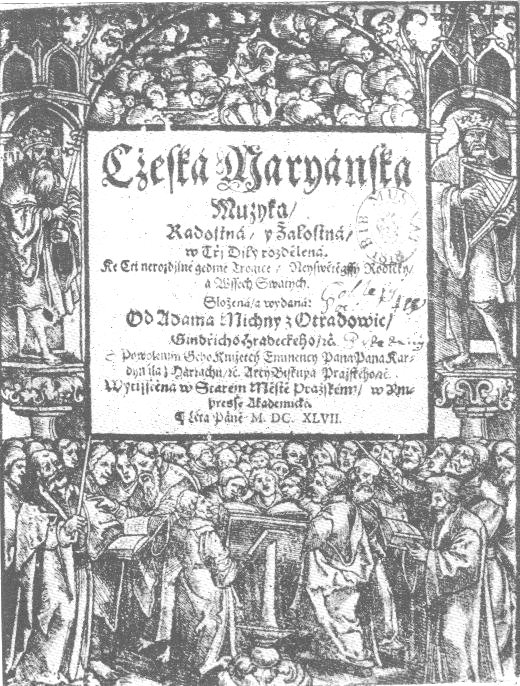
Titelseite der Česká mariánská muzika

Michna gab zwei Gesangbücher heraus: Česká mariánská muzika (1647) und Svatoroční muzika (1661), die vier- bis fünfstimmige Lieder in homophonem Satz enthalten. Eine weitere Sammlung Loutna česká (1653) ist in Bruchstücken erhalten. Er komponierte fünf Messen, zwei Litaneien und ein Tedeum „Sacre et Litaniae“ (Prag 1654). Als Handschrift sind ein Magnificat und die Missa Sancti Venceslai überliefert. In dieser wechseln streng polyphone Teile alten Stils wie das Kyrie und das Agnus Dei mit homophonen Teilen und konzertanten Solopartien im Gloria und Credo ab.
Eines seiner bekanntesten Werke ist das Vánoční noc („Weihnacht“), auch bekannt als Chtíc, aby spal („Schlafen zu wollen“), welches zur Weihnachtszeit in Tschechien gespielt wird.